# No Love (песня)
No Love — третий официальный сингл американского хип-хоп исполнителя Эминема из его седьмого студийного альбома, Recovery (2010), исполненная совместно с Лил Уэйном. На радио трек стартовал 5 октября 2010 года. «No Love» спродюсирован американским продюсером хип-хоп композиций Just Blaze. Песня семплирует «What Is Love» в исполнении Haddaway, используя припев песни как бэк-вокал. Трек считается одной из лучших композиций из Recovery. «No Love» достиг 23-го места в Billboard Hot 100 и в США был продан в объёме более чем миллиона цифровых копий. Был назван восьмым лучшим треком 2010 года.
Режиссёром музыкального клипа стал Крис Робинсон. Тизер клипа был размещён на канале YouTube Эминема 29 сентября 2010, а сам клип — 30 сентября. Его главным героем стал мальчик, которого периодично избивают сверстники. Но, будучи мотивируемым прослушиванием песен Эминема и Лил Уэйна, он всё-таки сумел ответить своим недоброжелателям. В видео присутствуют камео различных хип-хоп продюсеров. Песня была исполнена Эминемом и Лил Уэйном в одном из эпизодов Saturday Night Live и на The Home & Home Tour Эминема и Jay-Z.

## Авторы
Трек «No Love» был написан Эминемом, Лил Уэйном и Just Blaze (последний — продюсер трека), записан Майком Стрейнджем и Райаном Уэстом в Effigy Studios (Ферндейл, Мичиган), смиксирована Эминемом, Стрейнджем, Уэстом и Just Blaze и скомпонован Джо Стрейнджем. Во время припева песня семплирует «What Is Love» в исполнении немецкого певца Haddaway. 28 августа 2010 года Billboard сообщил, что «No Love» станет третьим синглом из Recovery. На радио трек стартовал 5 октября 2010 года. Длительность полной версии песни составляет почти пять минут.

## Разработка
Эминем рассказал, как он и Лил Уэйн пришли к коллаборации в «No Love». После того Эминем принял участие в треке «Drop The World» в альбоме Уэйна Rebirth, Лил заявил, что появится в альбоме Эминема. «Мы с Уэйном сделали совместный трек под названием „Drop the World“ для его альбома Rebirth и приняли решение сделать честный обмен. Поэтому я захотел, чтобы и Лил принял участие в моем альбоме». Just Blaze так же проявлял желание в участии в проекте и поговаривал о том, что нужно использовать простые элементы песни Haddaway для «чего-то, под что можно зажигать». Поначалу расписания рэперов по времени были недоступны для записи, но вскоре все разрешилось. Just Blaze также предложил Эминему использовать семплы «What Is Love» для припева:
«Я помнил, что у меня имелся кое-какой набросок с семплом Haddaway на компьютере, так что я вставил наушники, включил его и дал послушать Эминему. Поначалу он не понял меня на все сто процентов. Думаю, он не был до конца уверен, к чему я клоню, потому что там был такой нелепый семпл. Но все-таки мне удалось разжевать ему идею: 'I don’t need you no more, don’t want to see you no more, you get no love'. И тут понеслось.»
Когда Eminem понял концепцию, он сразу же захотел использовать её, и записал вокал трека по прошествии двух дней. Позже Эминем пожелал, чтобы Лил Уэйн принял участие в работе над этим треком. Blaze и Эминем отправились в Майами, и Уэйн, возможно, записал свой куплет за одну ночь. По возвращении в Нью-Йорк, они решили больше проработать припев. Песня посвящена людям, которые мешали Эминему и Лил Уэйну в прошлом. Особенность этого пятиминутного трека заключается в том, что имеет он всего два куплета, оба из которых — необычной продолжительности: первый исполняет Лил Уэйн (0:29-1:59), затем идёт второй, скоропальный куплет от Эминема (2:42-4:12). Припев исполняется обоими рэперами.

## Отзывы

### Отзывы музыкальных критиков
В общем, трек «No Love» был принят с положительным откликом. Журнал NME опубликовал обзор альбома Recovery и дал песне положительную оценку. Редактор Сэм Уольфсон сказал: «No Love» показывает, как Lil Wayne читает на подпевке целых две с половиной минуты, прежде чем в игру вступает Эминем и читает один из лучших куплетов за всю свою карьеру." BBC Music и Уинстон Роббинс из CoS похвалили семплинг песни, цитата (BBC Music): «No Love» прекрасно заимствует свой евродэнс-темп из великого хита 93-го года «What Is Love» от Haddaway". Джон Матессен из about.com и Уинстон Роббинс назвали «No Love» одним из лучших треков альбома Эминема Recovery.
«No Love» (совм. с Lil' Wayne) — это скоростной хип-хоп шедевр, во-первых, потому, что это — коллаборация двух крутейших эмси в одном треке, а во-вторых — это цельное произведение. Он семплирует песню «What Is Love» Haddaway, наиболее известную как ту, под которую на SNL любили раскачиваться Уилл Феррелл и Крис Каттан, и «бесшовно» использует семпл и припев, чтобы составить потрясающе выразительное и очень приятное на слух произведение."

### Коммерческий успех
10 июля 2010 года, после релиза альбома Эминема Recovery «No Love» дебютировал в BillboardHot 100 на 23 месте и оставался в чартах в течение 20 недель. Трек вернулся в чарт под 89-м номером после того, как был реализован как сингл; с тех пор композиция поднялась до 29-го места. Сингл «No Love» вошёл в чарт Hot R&B/Hip-Hop 27 ноября 2010 с пиком в 59-ю позицию и продержался восемь недель, 4 декабря 2010 — в Radio Songs под 42-м номером (11 недель), в начале 2011 — в чарт Pop Songs под 20-м номером (12 недель), 27 ноября 2010 — European Hot 100 под 36-м номером (8 недель), а также 6 ноября в Canadian Hot 100 под 37-м номером в течение 20-ти недель.
«No Love» продержался восемь недель в ARIA Charts, с пиком в 21-ю позицию. Однако, самую высокую пиковую позицию трек занял в чартах ARIA Urban Singles Chart и UK R&B Chart (20 ноября 2011 года, 20 недель) — с пиком в седьмой позиции. В одних только США песня была загружена около миллиона раз.

## Музыкальное видео

### Разработка
Музыкальное видео для трека было снято Американским режиссёром видеоклипов Крисом Робинсоном, который, к слову, в прошлом режиссировал видеоклип для композиции Эминема и Лил Уэйна «Drop The World». Съемки клипа начались в июне 2010 года. 29 сентября 2010 на официальном канале Эминема на YouTube был показан тринадцати-секундный тизер, в котором показывается Эминем, читающий в звукозаписывающей студии, параллельно со сценами, где школьные задиры насмехаются над главным героем видеоклипа. Часть видео была снята перед зелёным хромокейным экраном. Согласно Твиттеру Эминема, часть Лил Уэйна была снята прямо перед тем, как его арестовали: «К счастью, мы успели снять куплет Уэйна перед тем, как он ушел. Очень скоро запишем остаток клипа 'No Love'. Нос по ветру, Weezy!» Официальная премьера клипа состоялась в четверг, 30 сентября на VEVO и различных каналах сети MTV в 7:56 вечера EST.

### Сюжет и приём
Музыкальный клип «No Love» начинается с воспоминаний главного героя, связанных с тем, что он вынужден уворачиваться от множества брошенных задирами мячей во время игры в вышибалы. Также в своей комнате он испытывает несколько флэшбэков того, как над ним насмехались и издевались. Второй из них повествует о том, как он идёт в свой школьный шкафчик, чтобы взять свои вещи и надевает кепку. Те же самые задиры приходят снова, снимают с него кепку и начинают избивать. На этом моменте начинает читать Лил Уэйн. Флэшбеки сцен издевательств перекликаются с Лил Уэйном, читающим в тёмной, задымленной комнате (сцена была снята на зелёном фоне). Тем временем, Эминем входит в звукозаписывающую студию со своим текстом, готовясь к своей сессии записи. Он также появляется позади Лил Уэйна в тёмной комнате. Герой клипа натыкается на задир в школьном коридоре, сталкивается с одним из них и просто идёт дальше. Пока мальчик грезит, в его наушниках играют песни Эминема и Лил Уэйна. Стены его комнаты покрыты постерами двух вышеупомянутых рэперов, включая постер фильма 8 Миля — фильма о хип-хоп индустрии с Эминемом в главных ролях. В очередном флэшбеке его опять настигают задиры, однако на этот раз — в раздевалке. Его кепка была выброшена, а школьные принадлежности — выброшены. На этом Эминем начинает петь припев, а покалеченный мальчик оставлен плакать. Во время припева Эминем поёт перед изображениями элементов школьной детской площадки (баскетбольное кольцо, турники и т. д.) и тёмных облаков на экране позади него.
Во время второго куплета, Эминем оказывается в студии, читая свою часть «No Love», где также Just Blaze, The Alchemist и Denaun Porter появляются в роли камео. Когда мальчик приходит домой со школы, его родители замечают синяки на лице сына и начинают ссориться. Мальчик же покидает их, отправляясь на площадку для скейтбординга. Прослушиваемые им треки Эминема и Лил Уэйна мотивируют несчастного на противостояние неприятелям. Он появляется в свитере с капюшоном. Поначалу мальчика сбивают с ног, но он снова встаёт на ноги. Здесь Эминем заканчивает свой куплет и приступает к припеву, а ход действий приобретает два варианта развития событий. В первом из них герой решает ударить одного из неприятелей и бежать, но оказывается пойманным. В следующей сцене он находится на одном из обидчиков и наносит удар по его лицу, и только ближе к концу оказывается, что он просто-напросто стоит перед своими ненавистниками, впоследствии в гордом одиночестве покидая вышеуказанных. Эминем также заканчивает свою сессию записи и покидает студию, заканчивая тем самым клип.
Kelley L. Carter из MTV News сказал: «Остерегайтесь, обидчики!» так же отметив, что видеоролик «несет в себе мощное послание, как и большая часть его последнего альбома, Recovery». Simon Vozick-Levinsons из Entertainment Weekly дал похожую оценку, цитата: «Дети, пострадавшие от гнета сверстников, примите к сердцу: у вас есть два мощнейших союзника, имена которым — Эминем и Лил Уэйн». Сайт Hypebeast отметил, что «Клип фокусируется на тяжести развития».

## Живые выступления
Эминем выступал с «No Love» совместно с Jay-Z на The Home & Home Tour. 13 сентября 2010 Дуэт исполнил песню на Yankee Stadium в Нью-Йорке без сопровождения Лил Уэйна. Закончив свой припев и куплет, Эминем рассказал о своих чувствах, которые он испытывал во время исполнения трека: «Не думайте, что я не понимаю, где сейчас нахожусь, для меня это также большая честь стоять на этой сцене в The Bronx — родине хип-хопа». 18 декабря 2010, во время первого значимого появления Уэйна на ТВ после его освобождения из тюремного заключеняя, Эминем и Лил исполнили композицию на Saturday Night Live. Многие непристойные выражения были заменены, а остальные — вовсе не сказаны. Выступление прошло в сопровождении электрогитар, музыкальных клавиатур и ударных. Сцена была декорирована в соответствии с праздничной тематикой. Как подмечено Mawuse Ziegbe с телеканала MTV, «Лил Уэйн читает первый куплет с присущей ему сумасшедшей энергией, подчеркивая своё возвращение в телевизионный круговорот. Эминем зачитал остальную часть трек, с потрясающей энергичностью извергая поток сумасшедшей лирики». Эминем был в чёрной куртке и кепке, в то время как Лил Уэйн — белой футболке. В перформанс также включал в себя прочие треки от каждого из рэперов, такие как «6 Foot 7 Foot» Лила Уэйна и «Won’t Back Down» Эминема.

## Список композиций
- Цифровые загрузки

1. «No Love» — 4:59
2. «No Love» (Final Director’s Cut Video) — 5:14

- Немецкий CD сингл[41]

1. «No Love» (Стандартная версия) — 5:00
2. «No Love» (Чистая версия) — 5:00

## Авторы и производство
Запись
- Запись: Effigy Studios в Ферндейле, Мичиган.

Авторы
- Эминем — лирика, микширование
- Лил Уэйн — лирика
- Just Blaze — продюсер, микширование, лирика
- Mike Strange — запись, микширование
- Joe Strange — звукорежиссер
- Ryan West — запись, микширование
- Dee Dee Halligan — лирика
- Junior Torello — лирика

Семплы
- Содержит элементы песни «What Is Love» в исполнении Haddaway и написанной Dee Dee Halligan и Junior Torello.

Авторы приведены из цифрового буклета альбома Recovery.